# 하이-Z 초신성 탐사팀

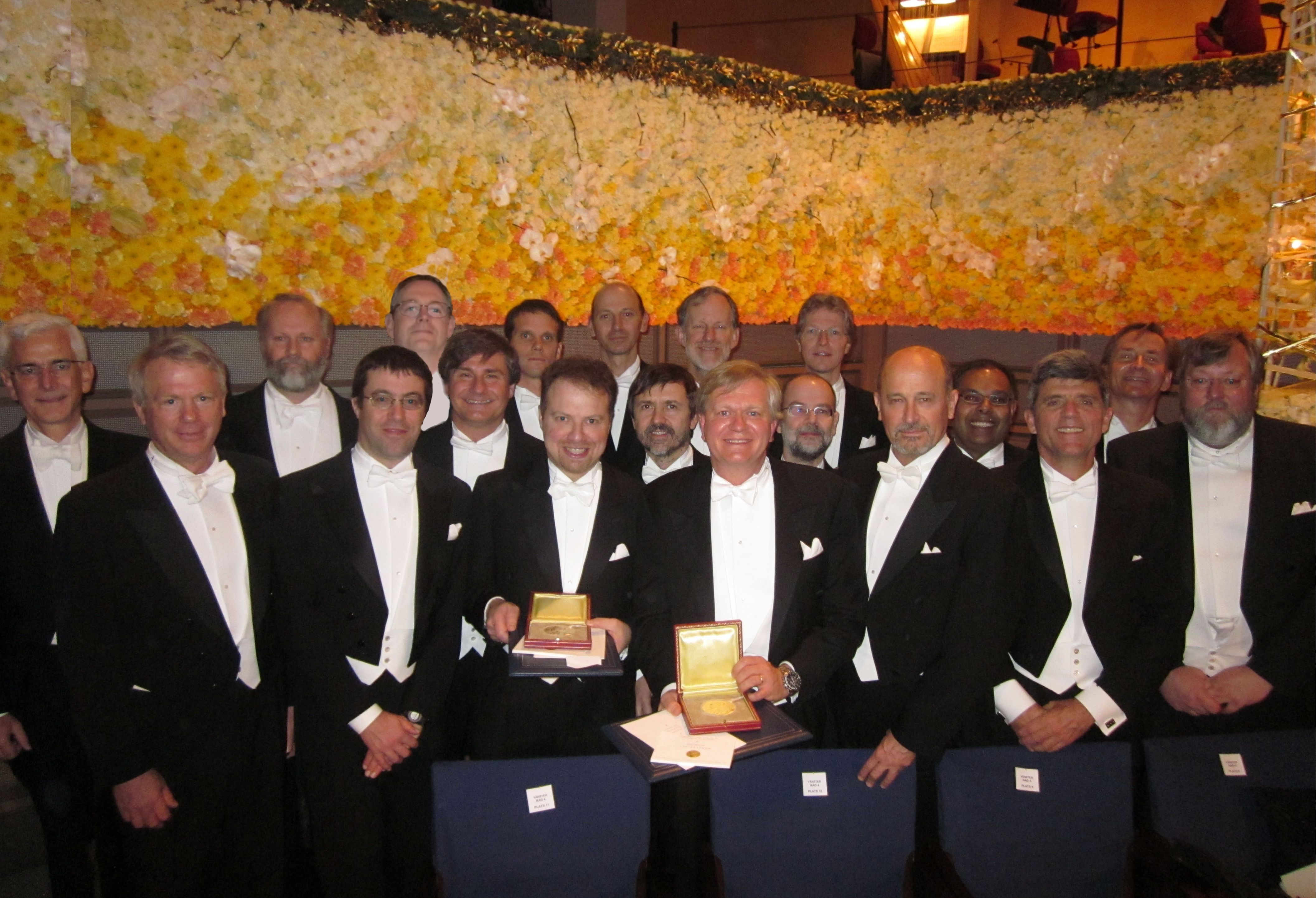
하이-Z 초신성 탐사팀이 2011년 노벨상 시상식에서. 브라이언 슈밋 (우측 중앙)과 애덤 리스 (좌측 중앙)가 메달을 받았다.

하이-Z 초신성 탐사팀(High-Z Supernova Search Team)은 우주론 국제 협력단으로, Ia형 초신성을 사용하여 우주의 팽창을 지도화했다. 이 팀은 1994년에 당시 하버드 대학교의 박사후 연구원이었던 브라이언 P. 슈밋과 칠레의 세로 톨로로 미주 천문대(CTIO)의 천문학자 니콜라스 B. 순체프에 의해 결성되었다. 원래 팀은 1994년 9월 29일에 '먼 Ia형 초신성을 찾기 위한 파일럿 프로젝트'라고 불리는 제안서를 CTIO에 제출했다. 첫 번째 관측 제안 팀은 다음으로 구성되었다: 니콜라스 순체프 (PI); 브라이언 슈밋 (Co-I); (다른 공동 연구원) R. 크리스 스미스, 로버트 쇼머, 마크 M. 필립스, 마리오 하무이, 로베르토 아빌레스, 호세 마사, 애덤 리스, 로버트 커쉬너, 제이슨 스파이로밀리오, 그리고 브루노 라이분드굿. 프로젝트는 1995년 2월 25일 밤과 1995년 3월 6일, 24일, 29일 밤에 CTIO 빅토르 M. 블랑코 망원경에서 4일 밤의 망원경 시간을 할당받았다. 이 파일럿 프로젝트는 초신성 SN1995Y의 발견으로 이어졌다. 1995년에 HZT는 팀을 관리하도록 오스트레일리아 국립 대학교의 일부인 마운트 스트롬로 천문대의 브라이언 P. 슈밋을 선출했다.
팀은 미국, 유럽, 오스트레일리아, 칠레에 위치한 약 20명의 천문학자로 확장되었다. 그들은 빅토르 M. 블랑코 망원경을 사용하여 z = 0.9의 적색편이까지의 Ia형 초신성을 발견하기 위해 빅토르 M. 블랑코 망원경을 사용했다. 발견은 주로 켁 천문대와 유럽 남방 천문대의 망원경에서 얻은 스펙트럼으로 검증되었다.
1998년 1월, 당시 하버드-스미스소니안 천체물리학 센터에서 일하고 있던 노터데임 대학교의 천체물리학자 피터 가너비치는 허블 우주망원경을 사용하여 높은 적색편이의 초신성 세 개를 연구한 하이-Z 팀의 출판물을 이끌었다. 이러한 결과는 우주가 팽창을 멈출 만큼 충분한 물질을 포함하지 않으며 우주가 영원히 팽창할 가능성이 높다는 것을 시사했다.
애덤 리스가 주도한 1998년 5월 연구에서, 하이-Z 팀은 우주의 팽창이 가속하고 있다는 증거를 최초로 발표했다. 이 팀은 나중에 하버드 대학교의 크리스토퍼 스텁스가 이끄는 프로젝트 ESSENCE와 2002년 존스 홉킨스 대학교와 우주망원경과학연구소의 애덤 리스가 이끄는 하이거-Z 팀을 파생시켰다.
2011년에 리스와 슈밋은 초신성 우주론 프로젝트의 솔 펄머터와 함께 이 연구로 노벨 물리학상을 받았다.

## 수상
- 1998년: 사이언스 잡지 선정 올해의 획기적인 발전

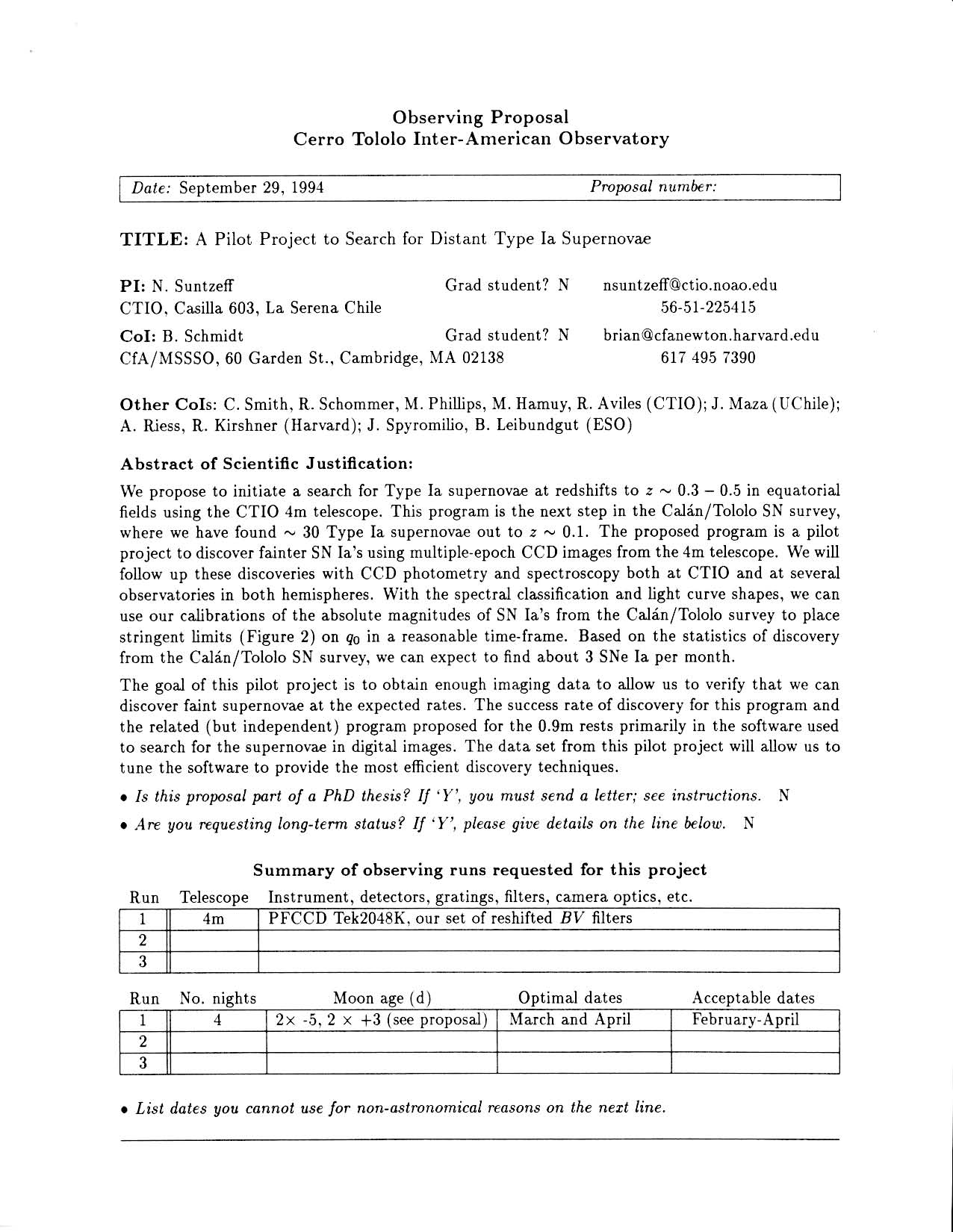
1994년 세로 톨로로 미주 천문대에 제출된 원래 망원경 시간 제안서, 하이-Z 팀이 시작된 계기가 되었다.

- 2006년: 쇼상
- 2007년: 그루버 우주론상
- 2011년: 노벨 물리학상
- 2011년: 알베르트 아인슈타인 메달
- 2015년: 기초물리학 브레이크스루 상
- 2015년: 울프 물리학상

## 구성원
- 마운트 스트롬로 천문대와 오스트레일리아 국립 대학교
  - 브라이언 P. 슈밋
- CTIO
  - 니콜라스 순체프
  - 로버트 쇼머
  - R. 크리스 스미스
  - 마리오 하무이 (1994–1997)
- 라스 캄파나스 천문대
  - 마크 M. 필립스 (1994–2000)
- 칠레 가톨릭 교황 대학교
  - 알레한드로 클로키아티 (1996년부터)
- 칠레 대학교
  - 호세 마사 (1994–1997)
- 유럽 남방 천문대
  - 브루노 라이분드굿
  - 제이슨 스파이로밀리오
- 하와이 대학교
  - 존 톤리 (1996년부터)
- 캘리포니아 대학교 버클리
  - 알렉세이 필리펜코 (1996년부터)
  - 웨이동 리 (1999년부터)
- 우주망원경과학연구소
  - 애덤 리스
  - 론 길릴랜드 (1996–2000)
- 워싱턴 대학교
  - 크리스토퍼 스텁스 (1995년부터)
  - 크레이그 호건 (1995년부터)
  - 데이비드 리스 (1995–1999)
  - 앨런 디어크스 (1995–1999)
- 하버드 대학교
  - 크리스토퍼 스텁스 (2003년부터)
  - 로버트 커쉬너
  - 토마스 매더슨 (1999년부터)
  - 사우라브 자 (1997년부터)
  - 피터 챌리스
- 노터데임 대학교
  - 피터 가너비치
  - 스티븐 홀랜드 (2000년부터)